# Camillo Negro
Camillo Negro (Biella, 1861 – Torino, 1927) è stato un neurologo italiano.
Insegnante all'Università di Torino (1903-1927), si occupò di epilessia e semeiotica, apportando scoperte al sistema extrapiramidale.
Nel 1908 girò, con l'aiuto di Roberto Omegna, il documentario scientifico La neuropatologia, girato per lo più al Cottolengo di Torino e che mostra il medico alle prese con alcuni pazienti psichiatrici durante le loro crisi isteriche e psicotiche.